# Serie A 2003–04
Serie A 2003–04 (được gọi là TIM vì lý do tài trợ) là mùa giải thứ 102 của giải bóng đá hàng đầu Ý, là mùa giải thứ 72 trong một giải đấu vòng tròn tính điểm. Giải đấu có 18 đội tham gia lần thứ 16 và cũng là lần cuối cùng kể từ mùa giải 1988–89. Với ba đội cuối bảng bị xuống hạng, đội xếp thứ 15 sẽ đối đầu với đội xếp thứ sáu từ Serie B, đội chiến thắng sẽ chơi ở Serie A trong mùa giải 2004–05 tiếp theo.
Như thường lệ, hai đội đứng đầu sẽ tiến thẳng vào vòng bảng UEFA Champions League, trong khi đội đứng thứ ba và thứ tư sẽ phải bắt đầu từ vòng loại thứ ba. Các suất tham dự UEFA Cup sẽ được trao cho đội đứng thứ năm và thứ sáu, và đội chiến thắng Coppa Italia.
Milan giành được scudetto thứ 17; Roma gây ấn tượng và bám đuổi danh hiệu cho đến những tuần cuối cùng của mùa giải; Internazionale chỉ lọt vào Champions League trước Parma và Lazio vào ngày cuối cùng nhờ Adriano, người đã được ký hợp đồng từ Parma vào đầu mùa giải; Lazio giành Coppa Italia trước Juventus, trao cho Udinese một suất tham dự UEFA Cup; Ancona xuống hạng chỉ với hai trận thắng, là thành tích thấp nhất từ trước đến nay (12 điểm của Brescia ở Serie A 1994–95 vẫn là thành tích thấp nhất từ trước đến nay); Empoli và Modena cũng xuống hạng; Perugia thua trận play-off đặc biệt của họ, được áp dụng để mở rộng giải đấu, trước Fiorentina, đội đã trở lại Serie A sau hai năm vắng bóng.

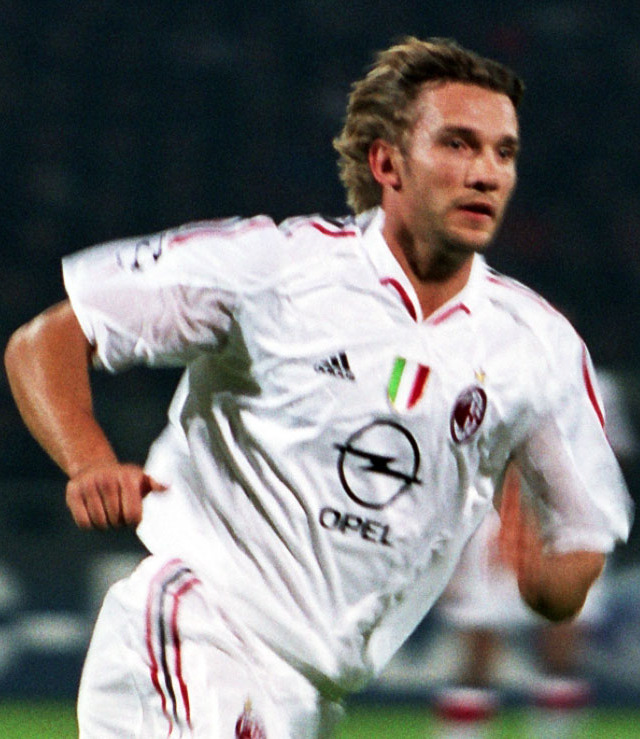
Andriy Shevchenko của Milan

Tiền đạo người Ukraina Andriy Shevchenko của Milan là cầu thủ ghi nhiều bàn thắng nhất, với 24 bàn thắng. Giải đấu 2003–04 là mùa giải chuyên nghiệp cuối cùng trong sự nghiệp của cựu Cầu thủ xuất sắc nhất châu Âu và cầu thủ quốc tế người Ý Roberto Baggio, người đã kết thúc trong số mười cầu thủ ghi nhiều bàn thắng nhất của giải đấu với 12 bàn thắng và trong số năm cầu thủ ghi nhiều bàn thắng nhất mọi thời đại tại Serie A, với 205 bàn thắng trong sự nghiệp. Đây cũng là mùa giải Serie A cuối cùng của đồng đội cũ của Baggio là Giuseppe Signori, người sau đó chuyển đến Superleague của Hy Lạp. Signori kết thúc sự nghiệp của mình tại Ý với tư cách là cầu thủ ghi nhiều bàn thắng thứ bảy từ trước đến nay tại Serie A.

## Thay đổi luật lệ
Không giống như La Liga, áp dụng hạn ngạch về số lượng cầu thủ không phải EU cho mỗi câu lạc bộ, các câu lạc bộ Serie A có thể ký hợp đồng với nhiều cầu thủ không phải EU tùy theo số lượng có sẵn trong chuyển nhượng trong nước. Nhưng đối với mùa giải 2003–04, hạn ngạch đã được áp dụng cho mỗi câu lạc bộ, hạn chế số lượng cầu thủ không phải EU, không phải EFTA và không phải Thụy Sĩ có thể được ký hợp đồng từ nước ngoài mỗi mùa giải, sau các biện pháp tạm thời được đưa ra vào mùa giải 2002–03, cho phép các câu lạc bộ Serie A & B chỉ ký hợp đồng với một cầu thủ không phải EU trong kỳ chuyển nhượng mùa hè năm 2002.

## Các đội bóng

### Vị trí
Mười tám đội đã tham gia giải đấu – mười bốn đội đứng đầu từ mùa giải trước và bốn đội thăng hạng từ Serie B. Các đội thăng hạng là Siena, Sampdoria, Lecce và Ancona. Sampdoria, Lecce và Ancona đã trở lại hạng đấu cao nhất lần lượt sau bốn, một và mười năm vắng bóng, trong khi Siena lần đầu tiên chơi ở hạng đấu cao nhất trong lịch sử. Họ thay thế Atalanta (xuống hạng sau ba mùa giải ở hạng đấu cao nhất), Piacenza, Torino (cả hai đội đều xuống hạng sau hai năm hiện diện) và Como (xuống hạng sau một mùa giải hiện diện).

### Nhân sự và tài trợ
| Đội            | Huấn luyện viên trưởng | Nhà sản xuất trang phục | Nhà tài trợ áo đấu                                                   |
| -------------- | ---------------------- | ----------------------- | -------------------------------------------------------------------- |
| Ancona*        | Giovanni Galeone       | Le Coq Sportif          | Banca Marche                                                         |
| Bologna        | Carlo Mazzone          | Macron                  | Area Banca                                                           |
| Brescia        | Gianni De Biasi        | Umbro / Kappa           | Banca Lombarda                                                       |
| Chievo         | Luigi Del Neri         | Lotto                   | Paluani/Columbia TriStar Film Distributors International             |
| Empoli         | Attilio Perotti        | Erreà                   | Sammontana                                                           |
| Internazionale | Alberto Zaccheroni     | Nike                    | Pirelli                                                              |
| Juventus       | Marcello Lippi         | Nike                    | Fastweb/Tamoil (các trận UEFA)                                       |
| Lazio          | Roberto Mancini        | Puma                    | Parmacotto/Indesit (các trận UEFA)                                   |
| Lecce*         | Delio Rossi            | Asics                   | Salento                                                              |
| Milan          | Carlo Ancelotti        | Adidas                  | Opel Meriva                                                          |
| Modena         | Gianfranco Bellotto    | Erreà                   | Immergas                                                             |
| Parma          | Cesare Prandelli       | Champion                | Parmalat/Cariparma/Santàl (các trận UEFA)                            |
| Perugia        | Serse Cosmi            | Galex                   | Toyota                                                               |
| Reggina        | Giancarlo Camolese     | Asics                   | Spi Serramenti/Credit Suisse/FamilyMart/Stocco&Stocco (các trận cúp) |
| Roma           | Fabio Capello          | Diadora                 | Mazda                                                                |
| Sampdoria*     | Walter Novellino       | Asics                   | Erg                                                                  |
| Siena*         | Giuseppe Papadopulo    | Lotto                   | Monte Paschi Vita                                                    |
| Udinese        | Luciano Spalletti      | Le Coq Sportif          | Bernardi/Postalmarket                                                |

(*) Thăng hạng từ Serie B.
1. ↑  Theo thỏa thuận, logo của những bộ phim sau đây do Columbia TriStar Film Distributors International phân phối đã được hiển thị: Kẻ hủy diệt 3: Kỷ nguyên người máy và Bad Boys II.

### Thay đổi huấn luyện viên
| Đội            | HLV ra đi          | Lý do                | Ngày ký    | HLV đến                | Ngày ký    | Vị trí trên BXH |
| -------------- | ------------------ | -------------------- | ---------- | ---------------------- | ---------- | --------------- |
| Empoli         | Silvio Baldini     | Hết hợp đồng         | 30/6/2003  | Daniele Baldini        | 1/7/2003   | Trước mùa giải  |
| Ancona         | Luigi Simoni       | Thỏa thuận           | 30/6/2003  | Leonardo Menichini     | 1/7/2003   | Trước mùa giải  |
| Reggina        | Luigi de Canio     | Thỏa thuận           | 30/6/2003  | Franco Colomba         | 1/7/2003   | Trước mùa giải  |
| Modena         | Gianni De Biasi    | Hết hợp đồng         | 30/6/2003  | Alberto Malesani       | 1/7/2003   | Trước mùa giải  |
| Brescia        | Carlo Mazzone      | Hết hợp đồng         | 30/6/2003  | Gianni De Biasi        | 1/7/2003   | Trước mùa giải  |
| Bologna        | Francesco Guidolin | Sa thải              | 26/8/2003  | Carlo Mazzone          | 28/8/2003  | Trước mùa giải  |
| Ancona         | Leonardo Menichini | Sa thải              | 29/9/2003  | Nedo Sonetti           | 1/10/2003  | thứ 18          |
| Internazionale | Héctor Cúper       | Sa thải              | 20/10/2003 | Alberto Zaccheroni     | 21/10/2003 | thứ 8           |
| Empoli         | Daniele Baldini    | Sa thải              | 21/10/2003 | Attilio Perotti        | 22/10/2003 | thứ 17          |
| Reggina        | Franco Colomba     | Sa thải              | 24/11/2003 | Sergio Buso (tạm thời) | 27/11/2003 | thứ 13          |
| Reggina        | Sergio Buso        | Hết quản lý tạm thời | 1/12/2003  | Giancarlo Camolese     | 3/12/2003  | thứ 12          |
| Ancona         | Nedo Sonetti       | Sa thải              | 27/1/2004  | Giovanni Galeone       | 28/1/2004  | thứ 18          |
| Modena         | Alberto Malesani   | Sa thải              | 23/3/2004  | Gianfranco Bellotto    | 24/3/2004  | thứ 15          |

## Bảng xếp hạng
| VT | Đội              | ST | T  | H  | B  | BT | BB | HS  | Đ  | Giành quyền tham dự hoặc xuống hạng       |
| -- | ---------------- | -- | -- | -- | -- | -- | -- | --- | -- | ----------------------------------------- |
| 1  | Milan (C)        | 34 | 25 | 7  | 2  | 65 | 24 | +41 | 82 | Tham dự vòng bảng Champions League        |
| 2  | Roma             | 34 | 21 | 8  | 5  | 68 | 19 | +49 | 71 | Tham dự vòng bảng Champions League        |
| 3  | Juventus         | 34 | 21 | 6  | 7  | 67 | 42 | +25 | 69 | Tham dự vòng loại thứ ba Champions League |
| 4  | Internazionale   | 34 | 17 | 8  | 9  | 59 | 37 | +22 | 59 | Tham dự vòng loại thứ ba Champions League |
| 5  | Parma            | 34 | 16 | 10 | 8  | 57 | 46 | +11 | 58 | Tham dự vòng thứ nhất UEFA Cup            |
| 6  | Lazio            | 34 | 16 | 8  | 10 | 52 | 38 | +14 | 56 | Tham dự vòng thứ nhất UEFA Cup            |
| 7  | Udinese          | 34 | 13 | 11 | 10 | 44 | 40 | +4  | 50 | Tham dự vòng thứ nhất UEFA Cup            |
| 8  | Sampdoria        | 34 | 11 | 13 | 10 | 40 | 42 | −2  | 46 |                                           |
| 9  | Chievo           | 34 | 11 | 11 | 12 | 36 | 37 | −1  | 44 |                                           |
| 10 | Lecce            | 34 | 11 | 8  | 15 | 43 | 56 | −13 | 41 |                                           |
| 11 | Brescia          | 34 | 9  | 13 | 12 | 52 | 57 | −5  | 40 |                                           |
| 12 | Bologna          | 34 | 10 | 9  | 15 | 45 | 53 | −8  | 39 |                                           |
| 13 | Reggina          | 34 | 6  | 16 | 12 | 29 | 45 | −16 | 34 |                                           |
| 14 | Siena            | 34 | 8  | 10 | 16 | 41 | 54 | −13 | 34 |                                           |
| 15 | Perugia (R)      | 34 | 6  | 14 | 14 | 44 | 56 | −12 | 32 | Tham dự play-off trụ hạng                 |
| 16 | Modena (R)       | 34 | 6  | 12 | 16 | 27 | 46 | −19 | 30 | Xuống hạng Serie B                        |
| 17 | Empoli (R)       | 34 | 7  | 9  | 18 | 26 | 54 | −28 | 30 | Xuống hạng Serie B                        |
| 18 | Ancona (R, E, R) | 34 | 2  | 7  | 25 | 21 | 70 | −49 | 13 | Xuống hạng Serie C2                       |

1. ↑  Udinese giành quyền tham dự UEFA Cup 2004–05 nhờ Coppa Italia vì cả hai đội vào chung kết là Lazio và Juventus đều đủ điều kiện tham dự UEFA Cup 2004–05 và UEFA Champions League 2004–05 thông qua vị trí trong giải đấu.
2. 1 2  Reggina xếp trên Siena về điểm đối đầu: Reggina 2–1 Siena, Siena 0–0 Reggina.
3. 1 2  Modena xếp trên Empoli về điểm đối đầu: Empoli 0–3 Modena, Modena 1–1 Empoli.
4. ↑  Ancona đã bị từ chối tham gia mùa giải Serie B 2004–05, sau khi đã vào diện quản lý. Sau đó, đội được phép tham gia Lega Professionisti Serie C sau khi phá sản.

## Kết quả
| Nhà \ Khách    | ANC | BOL | BRE | CHV | EMP | INT | JUV | LAZ | LCE | MIL | MOD | PAR | PER | REG | ROM | SAM | SIE | UDI |
| -------------- | --- | --- | --- | --- | --- | --- | --- | --- | --- | --- | --- | --- | --- | --- | --- | --- | --- | --- |
| Ancona         |     | 3–2 | 1–1 | 0–2 | 2–1 | 0–2 | 2–3 | 0–1 | 0–2 | 0–2 | 1–1 | 0–2 | 0–0 | 1–1 | 0–0 | 0–1 | 0–0 | 0–3 |
| Bologna        | 3–2 |     | 3–0 | 3–1 | 2–1 | 0–2 | 0–1 | 2–1 | 1–1 | 0–2 | 1–1 | 2–2 | 2–2 | 2–2 | 0–4 | 0–1 | 3–1 | 2–0 |
| Brescia        | 5–2 | 0–0 |     | 1–1 | 2–0 | 2–2 | 2–3 | 2–1 | 1–2 | 0–1 | 0–0 | 2–3 | 1–1 | 4–4 | 1–0 | 1–1 | 4–2 | 1–2 |
| Chievo         | 1–0 | 2–1 | 3–1 |     | 0–0 | 0–2 | 1–2 | 0–0 | 2–3 | 0–2 | 2–0 | 0–2 | 4–1 | 0–0 | 0–3 | 1–1 | 1–1 | 0–0 |
| Empoli         | 2–0 | 2–0 | 1–1 | 0–1 |     | 2–3 | 3–3 | 2–2 | 0–0 | 0–1 | 0–3 | 1–0 | 1–0 | 1–1 | 0–2 | 1–1 | 1–0 | 2–0 |
| Internazionale | 3–0 | 4–2 | 1–3 | 0–0 | 0–1 |     | 3–2 | 0–0 | 3–1 | 1–3 | 2–0 | 1–0 | 2–1 | 6–0 | 0–0 | 0–0 | 4–0 | 1–2 |
| Juventus       | 3–0 | 2–1 | 2–0 | 1–0 | 5–1 | 1–3 |     | 1–0 | 3–4 | 1–3 | 3–1 | 4–0 | 1–0 | 1–0 | 2–2 | 2–0 | 4–2 | 4–1 |
| Lazio          | 4–2 | 2–1 | 0–1 | 1–0 | 3–0 | 2–1 | 2–0 |     | 4–1 | 0–1 | 2–1 | 2–3 | 3–1 | 1–1 | 1–1 | 1–1 | 5–2 | 2–2 |
| Lecce          | 3–1 | 1–2 | 1–4 | 1–2 | 2–1 | 2–1 | 1–1 | 0–1 |     | 1–1 | 1–0 | 1–2 | 1–2 | 2–1 | 0–3 | 0–0 | 0–0 | 2–1 |
| Milan          | 5–0 | 2–1 | 4–2 | 2–2 | 1–0 | 3–2 | 1–1 | 1–0 | 3–0 |     | 2–0 | 3–1 | 2–1 | 3–1 | 1–0 | 3–1 | 2–1 | 1–2 |
| Modena         | 2–1 | 2–0 | 1–1 | 0–3 | 1–1 | 1–1 | 0–2 | 1–1 | 2–0 | 1–1 |     | 2–2 | 1–0 | 1–2 | 0–1 | 1–0 | 1–3 | 0–1 |
| Parma          | 3–1 | 0–0 | 2–2 | 3–1 | 4–0 | 1–0 | 2–2 | 0–3 | 3–1 | 0–0 | 3–0 |     | 3–0 | 1–2 | 1–4 | 1–0 | 1–1 | 4–3 |
| Perugia        | 1–0 | 4–2 | 2–2 | 0–2 | 1–1 | 2–3 | 1–0 | 1–2 | 2–2 | 1–1 | 1–1 | 2–2 |     | 0–0 | 0–1 | 3–3 | 2–2 | 3–3 |
| Reggina        | 0–0 | 0–0 | 0–0 | 0–0 | 2–0 | 0–2 | 0–2 | 2–1 | 1–3 | 2–1 | 1–1 | 1–1 | 1–2 |     | 0–0 | 2–2 | 2–1 | 0–1 |
| Roma           | 3–0 | 1–2 | 5–0 | 3–1 | 3–0 | 4–1 | 4–0 | 2–0 | 3–1 | 1–2 | 1–0 | 2–0 | 1–3 | 2–0 |     | 3–1 | 6–0 | 1–1 |
| Sampdoria      | 2–0 | 3–2 | 2–1 | 1–0 | 2–0 | 2–2 | 1–2 | 1–2 | 2–2 | 0–3 | 1–1 | 1–2 | 3–2 | 2–0 | 0–0 |     | 2–1 | 1–3 |
| Siena          | 3–2 | 0–0 | 0–1 | 1–2 | 4–0 | 0–1 | 1–3 | 3–0 | 2–1 | 1–2 | 4–0 | 1–2 | 2–1 | 0–0 | 0–0 | 0–0 |     | 1–0 |
| Udinese        | 3–0 | 1–3 | 4–3 | 1–1 | 2–0 | 0–0 | 0–0 | 1–2 | 1–0 | 0–0 | 1–0 | 1–1 | 1–1 | 1–0 | 1–2 | 0–1 | 1–1 |     |

1. 1 2 3  Trận đấu được diễn ra tại sân vận động Renzo Barbera.

## Vòng play-off
Perugia phải chơi trận play-off với đội xếp thứ 6 của Serie B, Fiorentina.
| Perugia | 0–1 | Fiorentina    |
| ------- | --- | ------------- |
|         |     | - Fantini 10' |

| Fiorentina    | 1–1 | Perugia        |
| ------------- | --- | -------------- |
| - Fantini 47' |     | - do Prado 82' |

Fiorentina thắng chung cuộc 2–1 và được thăng hạng lên Serie A 2004–05; Perugia xuống hạng Serie B 2004–05.

## Thống kê

### Ghi bàn hàng đầu
| Hạng | Cầu thủ           | Đội                    | Bàn thắng |
| ---- | ----------------- | ---------------------- | --------- |
| 1    | Andriy Shevchenko | Milan                  | 24        |
| 2    | Alberto Gilardino | Parma                  | 23        |
| 3    | Francesco Totti   | Roma                   | 20        |
| 4    | Javier Chevantón  | Lecce                  | 19        |
| 5    | Adriano           | Internazionale / Parma | 17        |
| 6    | David Trezeguet   | Juventus               | 16        |
| 7    | Antonio Cassano   | Roma                   | 14        |
| 8    | Fabio Bazzani     | Sampdoria              | 13        |
| 8    | Christian Vieri   | Internazionale         | 13        |
| 10   | Roberto Baggio    | Brescia                | 12        |
| 10   | Andrea Caracciolo | Brescia                | 12        |
| 10   | Dino Fava         | Udinese                | 12        |
| 10   | Jon Dahl Tomasson | Milan                  | 12        |